# 洛吉 (丹地)
洛吉（英語：Logie）是蘇格蘭邓迪的地方，名稱源自苏格兰盖尔语的Logan或Lagan。這區的主要特色為屋苑，建於1919至1920年，最初為公共房屋。這區亦是歐洲最初擁有分區供暖系統的地區之一。
這區房屋大多為兩房一廳設計，每棟房屋有四個公寓，上下層各兩個，每棟房屋均有一個社区农圃。1970年代引入中央供暖系統取代了分區供暖系統，每棟房屋均有自己的供暖系統。

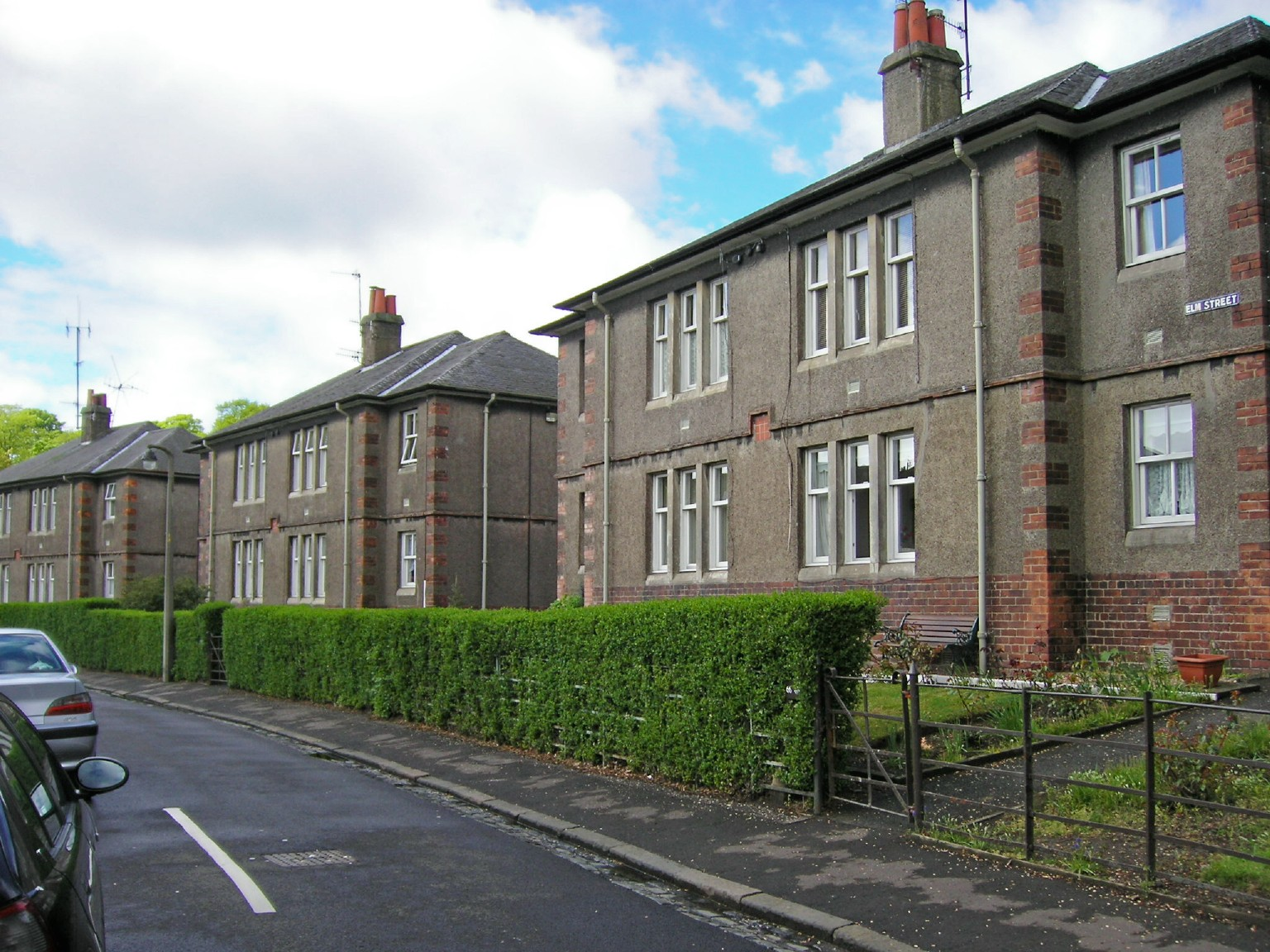
典型洛吉房屋